# 越州 (広西)
越州（えつしゅう）は、中国にかつて存在した州。南北朝時代から唐初にかけて、現在の広西チワン族自治区と広東省にまたがる地域に設置された。

## 魏晋南北朝時代
471年（泰始7年）、南朝宋により越州が立てられた。越州は百梁郡・竜蘇郡・永寧郡・安昌郡・富昌郡・南流郡・臨漳郡・合浦郡・宋寿郡の9郡を管轄した。
南朝斉のとき、越州は臨漳郡・合浦郡・永寧郡・百梁郡・安昌郡・南流郡・北流郡・竜蘇郡・富昌郡・高興郡・思築郡・塩田郡・定川郡・隆川郡・斉寧郡・越中郡・馬門郡・封山郡・呉春俚郡・斉隆郡の20郡を管轄した。

## 隋代
589年（開皇9年）、隋が陳を滅ぼすと、越州の属郡は廃止された。605年（大業元年）、越州は禄州と改称された。607年（大業3年）、禄州と南合州が合併され、合州と称した。この年に州が廃止されて郡が置かれると、合州は合浦郡と改称され、下部に11県を管轄した。隋代の行政区分に関しては下表を参照。
| 隋代の行政区画変遷 | 隋代の行政区画変遷                        | 隋代の行政区画変遷 | 隋代の行政区画変遷 | 隋代の行政区画変遷 | 隋代の行政区画変遷 | 隋代の行政区画変遷          | 隋代の行政区画変遷 | 隋代の行政区画変遷                                                           |
| 区分               | 開皇元年                                  | 開皇元年           | 開皇元年           | 開皇元年           | 開皇元年           | 開皇元年                    | 区分               | 大業3年                                                                      |
| ------------------ | ----------------------------------------- | ------------------ | ------------------ | ------------------ | ------------------ | --------------------------- | ------------------ | ---------------------------------------------------------------------------- |
| 州                 | 越州                                      | 越州               | 越州               | 越州               | 越州               | 南合州                      | 郡                 | 合浦郡                                                                       |
| 郡                 | 合浦郡                                    | 封山郡             | 定川郡             | 竜蘇郡             | 抱成郡             | 斉康郡                      | 県                 | 合浦県 扇沙県 北流県 南昌県 封山県 定川県 竜蘇県 抱成県 隋康県 海康県 鉄杷県 |
| 県                 | 合浦県 椹川県 扇沙県 北流県 陸川県 南昌県 | 封山県 廉昌県      | 方度県             | 竜蘇県 大廉県      | 抱成県             | 斉康県 摸落県 羅阿県 雷川県 | 県                 | 合浦県 扇沙県 北流県 南昌県 封山県 定川県 竜蘇県 抱成県 隋康県 海康県 鉄杷県 |

## 唐代
622年（武徳5年）、唐により隋の合浦郡は越州と改められた。越州は合浦・安昌・高城・大廉・大都の5県を管轄した。632年（貞観6年）、珠池県が置かれ、大都県が白州に転属した。634年（貞観8年）、越州は廉州と改称された。